# Martes con mi viejo profesor

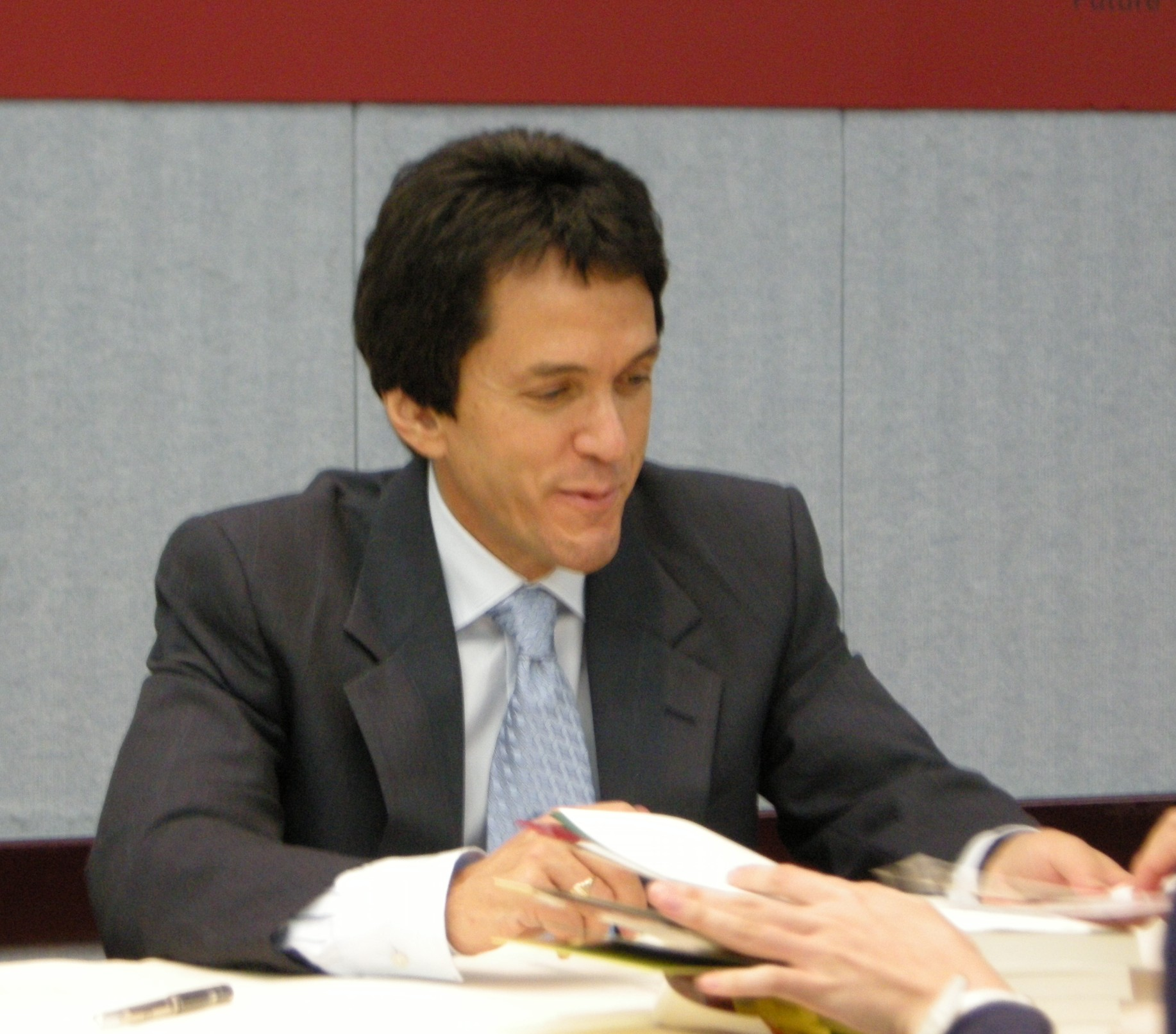
Mitch Albom firmando libros para sus fanáticos después de dar una charla en Taipei

Martes con mi viejo profesor es una novela biográfica hecha en 1997 por el escritor estadounidense Mitch Albom. La historia fue adaptada más tarde por Thomas Rickman en una película de televisión (dirigida por Mick Jackson), la cual fue presentada el 5 de diciembre de 1999, y protagonizada por Hank Azaria.
Cuenta la verdadera historia de Morrie Schwartz, sociólogo, y su relación con su alumno, Mitch Albom. Tanto la película como el libro da lecciones sobre la vida. Mitch que aprende de su profesor, que se está muriendo de esclerosis lateral amiotrófica (ELA), también conocida como Enfermedad de Lou Gehrig. 
Después de cinco años de estar disponible en formato de tapa dura, fue lanzado como libro de bolsillo en octubre de 2002. Se volvió a publicar para al mercado de masas en una edición rústica realizada por Ancla Libros en enero de 2006. De acuerdo con esta edición, se imprimieron 11 millones de ejemplares de Martes con mi viejo profesor en todo el mundo.

## Introducción
Albom tuvo un mentor y amigo en la Universidad de Brandeis, su profesor de sociología, Morrie Schwartz. Con una gran capacidad para el cuidado de sus alumnos y que instó a Albom a mantenerse en contacto después de graduarse. Durante 16 años dejó de contactarse con Morrie cuando, por casualidad, mientras que veía TV, Albom ve a su antiguo profesor en Nightline, hablando acerca del inminente deterioro de su salud y de su próxima muerte por la enfermedad de Lou Gherig (ELA). 
En el proceso de visitar cada martes a Schwartz, Albom está una vez más involucrado en la experiencia de sentimientos, relaciones amorosas y la cercanía que siempre ha evitado y que prefirió invertir su energía en el periodismo, la celebridad y la ambición. En consecuencia, Albom escribe un libro con el que paga las facturas médicas de su antiguo mentor.

## Sumario
Como estudiante, Albom desarrolló una estrecha relación con su profesor: no sólo se inscribe en la mayoría de sus clases, también se reunió con regularidad fuera de clase para discutir asuntos no curriculares. Morrie y Mitch tenían una relación muy especial - Mitch incluso lo llamaba a Morrie "entrenador". 
El libro se desplaza de la actualidad a Mitch y Morrie en Brandeis. A partir de esto, el lector es capaz de comprender más profundamente la rara relación estudiante-profesor que compartían. Como regalo de graduación, Mitch da un maletín a Morrie, grabado con sus iniciales. 
Desde su graduación, Mitch empujó la solicitud de lado, la racionalización que él aún tenía todo el tiempo en el mundo. Sin embargo, cuando su tío finalmente falleció, Mitch comenzó a valorar el carácter limitado y precioso de la vida, que lo impulsaron a obtener su maestría en periodismo, que lo llevó a su trabajo actual en el Detroit Free Press. Un periodista muy exitoso, Mitch, donde su vida está muy orientada a su carrera. Conoce a su futura esposa, Janine. Que descarta todos los mensajes de Brandeis, y no tiene conocimiento de la enfermedad de Morrie, hasta que lo ve en Nightline. 
Mitch sacó de adentro suyo al optimista, idealista estudiante universitario que una vez fue. Parece como si perdiera la esperanza de su auto más jóvenes, cada vez más distante de su juventud con la muerte de su tío. La muerte de su tío le impulsa a vivir cada día al máximo, aunque más tarde descubre que su percepción de la "plena" no es ideal. En esencia, la muerte de su tío ha hecho que Mitch no se de cuenta de cómo vivir su vida, pero, por desgracia, no cómo vivir su vida. Para ello, se recurre a Morrie. 
Más adelante, la relación con su tío muerto contrasta enormemente con su relación con Morrie. Mientras estaba en negación acerca de la enfermedad de su tío, Mitch es el que más acepta el pronóstico de Morrie debido a la serena aceptación de él. 

### Día uno
Mitch va hasta la casa de Morrie a visitarlo ya que no lo ha visto en 16 años, él está en el teléfono con su productor. Cuando él llega, Morrie está a la espera de él en su silla de ruedas en la parte frontal del césped, esperando con entusiasmo a Mitch. Mitch, en un momento en que más tarde pesar, finge no ver a su viejo profesor, a fin de terminar su conversación. Como Morrie enfáticamente abraza a Mitch, Mitch no puede dejar de sentir como si volviera a ser el estudiante en la universidad que había sido. A medida que van dentro, Morrie le dice a Mitch, lo que se siente al saber de su muerte - esta "lección" sirve de trampolín para lo que eventualmente se convertirá en todo un plan de estudios.
La reunión con Morrie es similar a su primera reunión. Como estudiante universitario recién ingresado, Mitch relata su intento de "tipo duro" de fachada, irónicamente dibujo a Morrie la "suavidad". Fue esta la ternura que exhiben la remodelación de la visión de la vida de Mitch. Ahora, 16 años después, es de nuevo igualmente afectados por Morrie. Por el contrario, Mitch, también posee una cierta vivacidad que puede vivir a través de Morrie indirectamente. 
Mitch se sienta a discutir con Morrie de la vida por primera vez desde sus días de colegio. Morrie se ha convertido muy popular desde su aparición en Nightline, mucha gente desea llamar y pedirle consejos. Los atributos de Morrie los necesitaba la sociedad - que tratan a Morrie con la ternura y la comodidad que a veces la sociedad puede negar. Morrie convence a Mitch de que su muerte es inminente, con un ejercicio de respiración que demuestra la debilidad de sus pulmones, sus pulmones, en última instancia, son lo que lo matan. Sin embargo, a pesar de su situación, Morrie se considera afortunado, ya que es capaz de hacer la paz con todos en su vida antes de morir, una oportunidad que pocas personas tienen la suerte de tener. Es evidente que la preocupación más apremiante de Morrie con Mitch es su envolvimiento en las normas sociales que Morrie rechaza con vehemencia. Morrie le dijo a Mitch en la universidad de la vida de la "tensión de los opuestos": las fuerzas de oposición en la vida constantemente nos tire hacia adelante y hacia atrás, pero, inevitablemente, el amor siempre gana. Este es el tema subyacente de la cultura que Morrie ha creado para sí mismo y la vida, por algo que él trata de inculcar en Mitch. 
Después de su reunión inicial con Morrie, Mitch va a Londres para cubrir el torneo de tenis de Wimbledon. Se resiste a los tabloides británicos más que por lo general dice, recordando el comentario de Morrie sobre la locura de los famosos. Más tarde, es pisoteado por un enjambre de reporteros persiguiendo al tenista Andre Agassi y Brooke Shields, haciéndole reflexionar más sobre su situación. 
A su regreso a Detroit, Mitch, descubre que el sindicato ha ido a la huelga. Desconcertado por la noción de que el mundo podría sobrevivir sin su columna, se convierte en tristeza por la realización de su inactividad. Morrie le pide que programe una reunión para el martes siguiente. La experiencia de Mitch en Londres ofrece un ejemplo muy literal de "perseguir el mal de las cosas". Tomando nota de esto, vemos que su primer encuentro con Morrie ya ha comenzado a afectar la manera en que va por la vida, ya que empieza a hacer intentos para formar una cultura más propicia para su propia felicidad. 
Mitch y Morrie discuten los diversos sucesos en todo el mundo, en particular la continua tragedia que impregnan los titulares de todo el mundo. Extrañamente, Morrie es más compasivo y comprensivo sobre la experiencia en que otros en otras partes del mundo en lugar de centrarse en su propia desgracia - dice que está "preparado para ellos." Con ello, las transiciones en su primera lección - la importancia del amor. Tenemos que aprender a dar y recibir amor.  Muchos temen aceptar el amor, como nos tememos que nos hará demasiado suave. Sin embargo, todos tenemos que aprender a abrazar el amor, como en última instancia, es el más importante en la vida. Él resume esto con una cita del filósofo antiguo Levine: "el amor es el único acto iracional." 
Morrie con la primera lección, vuelve a algo que había tocado con Mitch en la universidad. Para los primeros quince minutos de su conferencia, Morrie llevó a cabo la clase en completo silencio. Sólo rompió el silencio para preguntarle cómo se sentía todo el mundo, demostrando el efecto de silencio sobre las relaciones humanas. Mitch fue un estudiante muy introvertido, y como tal no participa de la discusión en clase. Recuerda a su antiguo yo, Morrie siempre ha tratado de convencer a Mitch a ser más expresivo, sobre todo emocional, y continúa sus esfuerzos con su lección sobre el amor. 
Como la huelga continúa, Mitch pasa más tiempo con Morrie. 
Mitch le pregunta a Morrie si alguna vez sufre de la autocompasión. Lo hace, pero solo en las mañanas. Después de que él de vez en cuando "él mismo da un buen grito", que deja de luto y comienza a centrarse en todas las cosas buenas en su vida - los visitantes, las historias y, sobre todo, Mitch. Señala que su enfermedad le ha dado tiempo suficiente para decir adiós. Por lo tanto, en los ojos de Morrie, él es "suerte". 
Paralelismos entre sus actuales y pasadas relación se desarrollan aún más como Mitch relata una "asignatura de los sensibles" de las clases que tomó en Brandeis. El "Grupo de proceso de clase hace llorar a diario a los estudiantes, con una clase específica de examinar la confianza. El ejercicio fue para un estudiante, que se deje caer hacia atrás y contar con otro estudiante para capturarlos. Ningún estudiante tenía suficiente confianza en otro para realizar un acto de ese tipo, hasta que una chica lo realiza sin acobardarse. Morrie observó la discrepancia entre esta chica y el resto de la clase: el ejercicio es realizado con los ojos cerrados. Esto simboliza la idea de que con el fin de desarrollar las más profundas relaciones que a veces debe hacer caso omiso de nuestra parte y simplemente contemplativa desarrollar una confianza ciega. 
Mitch trae una grabadora a sus visitas para preservar las lecciones de Morrie después de que él haya muerto. Mitch introduce el tema de esta semana pidiendo a Morrie si hay algo en su vida que lamentar. Morrie explica que la sociedad no nos hace hincapié en ese tipo de cosas hasta que están a punto de morir: la gente está tan involucrado en el mundo, que no se dan cuenta del desorden de sus rutinas diarias y que nunca se toman el tiempo de dar un paso atrás y examinar si lo que estamos haciendo nos hace realmente feliz o si hay otras tareas más significativas que debe seguir. Después de su debate, Mitch es finalmente capaz de pasar de su negación de la eventual muerte de Morrie. Mitch revela que siente las "semillas de la muerte" dentro de él. Después de esta lección, Mitch hace una lista completa de temas que van más con Morrie en el futuro. 
Morrie había enseñado esta lección antes, cuando sugirió que Mitch escribiera una tesis. En el ajetreo y el bullicio de graduarse de la universidad, la idea de ampliar sus esfuerzos a tal grado más probable nunca amaneció en Mitch. Morrie, sin embargo, fue capaz de reconocer la capacidad de Mitch y sus pasiones, y convencerlos que él haga algo que apreciará más tarde. 
Es muy conveniente que Morrie se analiza la idea de la comunicación con un ser querido a través de una simple mano. Es muy cariñoso físicamente, tal vez en parte debido a su falta de afecto físico como un niño, y que empeora su condición, se convierte en una asignatura sensible, como diría Mitch. Sin embargo, Morrie le da abrazos y hasta besos a Mitch, Mitch se hace mucho más cómodo con el afecto físico. 
Morrie comparte con Mitch sus ideas sobre la muerte y, por consiguiente, lo que es importante en la vida. Muy rara vez las personas viven como si ellos creen que van a morir - si lo hicieran, sus prioridades serían completamente diferentes, incluyendo a Mitch, Morrie dice que sería "menos ambicioso". Mitch trae el caso del asesinato de O.J Simpson, aunque en última instancia es cubierto por agencias de noticias a nivel nacional, lo que proporciona un claro contraste con las más importantes enseñanzas que está aprendiendo de Morrie.

### Budismo
Mitch le pregunta a Morrie cómo se puede preparar para morir. Morrie, se autoproclama "religioso", comparte la filosofía budista donde cada día hay que reconocer la posibilidad de que este es su último día en la tierra. En un sentido más literal, uno sólo puede saber vivir si saben cómo morir. 
Cuando Morrie le dice a Mitch que sería "menos ambicioso" si aprecia el carácter definitivo de la muerte, es que implica algo mucho más profundo. Se está abordando el desequilibrio en la vida de Mitch entre el trabajo y relaciones amorosas. Él llega a decir: "Estamos demasiado involucrados en las cosas materiales, y no nos satisface. Los amantes de las relaciones que tenemos, el universo que nos rodea, nos tomamos estas cosas por sentado. " 
En la larga lista de cosas importantes en la vida, la familia está cerca de la cima. La familia le proporciona una conexión más profunda y más duradera que cualquier amistad. Morrie señala que si no tenía familia, si estuviera solo, su declive será mucho más difícil. No sólo es necesario porque la familia brinda amor, pero igualmente importante es su "seguridad espiritual". 
Morrie cree dejarnos plenamente inmersos en nuestras emociones y nos hace más capaces de separar a nosotros mismos de la experiencia. Debemos aceptar nuestras emociones por completo, y sólo entonces podremos reconocerlos, dar un paso atrás, y ellos aprecian plenamente. 
Esta actitud es especialmente relevante para alguien en la condición de Morrie; le gustaría morir en paz, es decir, no en uno de los violentos ataques de tos incontrolable que experimenta regularmente en esta etapa de su enfermedad. Siempre que sucumbe a un ataque de tos antes mencionados, se separa de la experiencia y recuerda a sí mismo que puede ser este último su desaparición. 
Si reencarnna, a Morrie le gustaría volver como una gacela. Al principio esto parece una opción muy oscura, pero a un examen más detenido que lo ven como un reflejo del carácter de Morrie. Amaba la libertad y la gracia del baile, le encanta mirar por su ventana y en el punto de vista de la vida al aire libre. Esencialmente, sufre de tener un espíritu vivo dentro de un cuerpo roto. 
Aunque a primera Morrie temía su propio deterioro y la perspectiva de una mayor dependencia de otros, por el momento en que es totalmente dependiente de él que realmente comience a disfrutar de sí mismo. Compara su situación actual a la de un niño, que recibe su madre el amor incondicional. Él dice que en el fondo todos sabemos cómo ser un niño - la única cuestión es si o no nos acordamos de cómo disfrutar de ella. Al mismo tiempo, Morrie está sorprendido por la obsesión de la sociedad por la juventud. Nuestra cultura está tan obsesionado en la juventud y la belleza que le hace un lugar peligroso y confuso. Morrie relata varios jóvenes estudiantes universitarios que vienen a él para el asesoramiento, y reconoce la dificultad y la confusión que se produce en esa edad. En lugar de detenerse en el deterioro físico que viene con la edad, Morrie abarca la mayor sabiduría adquirida con la experiencia. Deseosa de ser más joven es sólo una consecuencia de haber vivido una vida poco satisfactoria. Sigue a esto, explicando que es absurdo que las personas de edad avanzada envidiaran a los jóvenes, porque ya han experimentado la juventud. Esto es muy fácil de decir para Morrie, alguien que está muy satisfecho con sus logros en la vida hasta el momento. Morrie describe una tribu del Ártico que cree en un tipo de reencarnación. Vínculos que este en su propia creencias, específicamente, que el alma sigue viviendo después de la muerte. Esto es muy apropiado en su contexto, como Mitch está grabando las últimas palabras de Morrie, quizás su más importantes, es decir, para vivir después de que Morrie haya muerto. 
Al inicio de su octava reunión, Mitch le muestra una cita de Ted Turner en el periódico a Morrie: "No quiero que mi lápida diga que yo nunca era dueño de una red". Morrie lamenta que la sociedad tenga obsesiones materialistas. El autor analiza la forma de convertirse en el cerebro lavado por la repetición de la idea de que "más es bueno." Estamos sustitutuyendo posesiones materiales por las cosas más importantes, como el amor o la ternura. Sin embargo, no logra la satisfacción. Irónicamente, aunque creo que todos vamos a estar satisfechos por la adquisición de más, la manera de satisfacer a nosotros mismos es dar lo que tenemos: no sólo dinero, sino tiempo, amor y compañerismo también. Aquí, Mitch finalmente comienza a darse cuenta de lo "rico" que es verdaderamente Morrie. La obsesión de la sociedad con el dinero encapsula las quejas de Morrie acerca de la cultura moderna. Esta obsesión es la obtención de innumerables problemas que ha planteado antes, sobre todo nuestra incapacidad para amar. Morrie, sin embargo, se da cuenta de que la única forma de alcanzar la verdadera felicidad consiste en dar, no recibir. Como él dice, "En la situación que tienes ahora. Sólo un corazón abierto te permitirá flotar equitativamente entre todos. " 
Ted Turner sirve como un contraste directo con la vida de Morrie. Turner se centra principalmente en las personas con logros profesionales, después de la muerte, mientras que Morrie se ocupa únicamente de sus relaciones personales con otros. Esta cita también sirve como un microcosmos de la inmoralidad y la locura omnipresente en los medios de comunicación, un tema continuamente perpetúan a lo largo del libro. 
La huelga del sindicato se mantiene, como América sigue obsesionado con el juicio de O.J Simpson. Mitch está de nuevo en contacto con su hermano, pero sigue recibiendo el mismo mensaje de Peter explicando que todo está bien y no quiere hablar de su cáncer. 
Como la condición de Morrie empeora , Mitch le pregunta acerca de su temor de ser olvidado después de su muerte. Él explica que no, debido a todas las vidas que ha tocado. Después de todo, "el amor es la forma de mantenerse vivo, incluso después de que se han ido". Él explica que aunque la muerte física es permanente, los recuerdos vivos de siempre son mucho más importantes. 
Nightline está interesado en una tercera entrevista con Morrie, pero quiere esperar hasta que esté ligeramente más decrépito. Este acto puede considerarse bastante cruel por alguien que considera un amigo. Una vez más, esto demuestra la naturaleza cruel de los medios de comunicación. 
Morrie, siempre respirando con la ayuda de un tanque de oxígeno, no puede comer alimentos sólidos como la enfermedad se propaga a sus pulmones. Morrie no puede comer alimentos sólidos y es emblemático de su declive. Morrie recuerda con cariño el amor de los alimentos, y como ya no puede disfrutar de ese amor Mitch se siente impotente, como lo hizo con su tío. Para sustituir a llevar su comida, Mitch, empieza a ayudar a Morrie físicamente mucho más que lo acostumbrado. Pero a Morrie, Mitch, la simple presencia es más que suficiente. Al final de la grabación de su pensamiento, Mitch permite a Morrie a vivir para siempre. 
Por primera vez, Mitch trae a su esposa, Janine a visitar a Morrie. Janine es generalmente muy reservada sobre el desempeño al frente de los demás. Sin embargo, sorprendentemente al Mitch, que no piensa dos veces antes de serenar a Morrie, con "El Pensamiento muy de usted." Que lo impulsaron a llorar de agradecimiento. Movidos por la canción, Morrie comparte la inmensa importancia para la generación actual de encontrar un ser querido, como la sociedad no proporciona ningún amor de los suyos. Sin embargo, esta generación suele ser demasiado egoístas para participar en un amante, o la relación tiende a precipitarse en el matrimonio, sólo a su fin poco después. Él va a explicar cómo mantener un matrimonio exitoso. No hay ningún secreto: sólo hay que respetar a su cónyuge, aprenden a adquirir compromisos, mantener una relación abierta, se comprometen a un conjunto común de valores, el respeto y la importancia de la idea del matrimonio. El matrimonio es una experiencia de vida muy importante, algo que todo el mundo debería experimentar. 
La enfermedad de Morrie está empezando a golpear los pulmones, que es la forma en que él predijo que moriría. El terapeuta físico enseña cómo Mitch bofetea en la parte de atrás a Morrie para romper el veneno en sus pulmones. Mitch y Morrie examinan nuestra cultura y de la miopía de la mayoría de la gente. Más tarde, esa tarde, Mitch y Connie ven el veredicto del juicio de O.J Simpson. 
Con el fin de transmitir sus sentimientos acerca del perdón, Morrie comparte con Mitch una parábola de su propia vida. Uno de sus más antiguos amigos, Norman, se había mudado a Chicago. Poco después, la esposa de Morrie, Charlotte, tuvo una operación seria. Aunque Norman y su esposa sabía de la operación, nunca llamó a Morrie o Charlotte para asegurarse si ella está bien. Por lo tanto, se redujo la relación con Morrie. Poco después, murió Norman. Morrie nunca perdonó a sí mismo por su incapacidad de conciliar con un viejo amigo. 
Aunque debemos aprender a perdonar a otros, es aún más importante aprender a perdonar a nosotros mismos. No podemos vivir en el pasado, ya que nosotros lo consumimos. No podemos vivir en el lamento. La sensación de remordimiento sobre el pasado no nos hacen ningún bien. Tenemos que hacer la paz con nosotros mismos y todo el mundo que nos rodea. 
Es evidente que Morrie no está lejos del final. Es soltar el mundo exterior. Mitch le dice que le gustaría morir en paz. Desconectar por sí mismo de la vida, es el cumplimiento de las enseñanzas budistas dijo antes de Mitch. Así como las personas de edad avanzada no debería envidiar a la juventud, que ya han experimentado, no debe morir de la envidia de la vida, que es simplemente un reflejo de una vida no vivida al máximo. 
Morrie decide que quiere ser incinerado tras su muerte. Mantener su sentido de la armonía y la aceptación de la muerte y el carácter jovial, que educadamente pide al rabino no lo entierren a él. Morrie no puede respirar sin un tubo de oxígeno, algo que frustra a Mitch. Morrie le dice a Mitch que está cerca de la muerte por su experiencia de la noche anterior. Sucumbió a su más violenta tos ajuste hasta la fecha, y como aliento para el aire sentí completamente en paz con la muerte. Morrie está preparado para morir. 
Como Morrie se acerca más a la muerte, Mitch pide lo que su día sería perfecto. Su respuesta es bastante simple - se le despierta, hacerse el desayuno, el ejercicio, pasar tiempo con amigos, comer la cena y baile. Mitch dice que él está algo decepcionado por la sencillez de la imaginación de Morrie, pero entonces se da cuenta de que está transmitiendo cómo es el camino recto a la verdadera felicidad. Una vez más, hablan del hermano de Mitch, Peter. Mitch es todavía incapaz de conectar con su hermano. Morrie, sin embargo, confía en que un día van a estar juntos de nuevo. 
Morrie cuenta una anécdota a Mitch. Una ola está flotando a través del océano y, al percatarse de todas las ondas de choque antes que él en la costa, se convierte en preocupación por sus perspectivas de convertirse en nada cuando llega a la costa. Sin embargo, una ola detrás de él explica: "No, usted no entiende. Usted no es una onda, eres parte del océano. " 
El tanque de oxígeno indica que se acerca la inminente muerte de Morrie. Mitch admite que teme que se perderá sin la guía de su profesor. A pesar de que ha aprendido mucho ya, aún se preocupa por lo que se convertirá después de que Morrie se haya ido. La idea de Morrie de su día perfecto es ejemplo de un simplista, amante de la naturaleza. Si bien la mayoría de nosotros sufre de delirios de grandeza, Morrie valora todos los aspectos de la vida y encuentra la mayor cantidad de amor y la felicidad de su humilde existencia posible. La mayoría no se da cuenta de la belleza perfecta de nuestra relación con quienes nos rodean, anhelo de algo más "importante". Sin embargo, Morrie es una de las pocas personas en el mundo que entiende lo que es verdaderamente importante en la vida. 
La historia de la ola de miedo infunde al lector con una aceptación racional de la muerte. Si bien la mayoría de nosotros ve la muerte como el fin último y, por tanto, el miedo inevitable, al ver personas como parte de un todo que podemos hacer la paz con la naturaleza de la vida infinita. La evaluación de la vida es sobre la base de "logros" que nunca nos dieron satisfacción o la paz, ya que están orientados a vivir en una sociedad donde todo nunca es suficiente. Si en lugar examináramos la importancia de nuestras relaciones con otros - amigos queridos, el amor que dar y tomar, llegar a los otros - se puede sentir en paz con la finalidad de la muerte, para estos conceptos realmente nunca perecerá.

### Últimos días
La última vez que se reúne Mitch con Morrie, es apenas capaz de hablar. Él sólo es capaz de expresar frases sencillas, como "te amo". Pero, es suficiente para hacer a Mitch llorar, algo que Morrie había estado tratando de conseguir que él haga, cuando se reunió por primera vez. 
La familia lo tiende a él en la cama durante sus últimos días en la tierra. El minuto que dejarlo desatendido, se escurre. Mitch pensó que Morrie quería de esa manera: a morir solo, digna, sin cicatrices los miembros de la familia la forma en que fue como un niño. Adecuadamente, el funeral fue un martes. Mitch continua visitando y hablando con Morrie, incluso después de su muerte, algo que considera mucho más fácil de lo que esperaba. "Usted habla, voy a escuchar", había dicho Morrie. 
Mitch, mira hacia atrás al hombre que solía hablar con todas las noches.

## Temas principales

### Comunidad / Dar y Recibir
Morrie subraya la importancia de dar. No decir simplemente que debemos aprender a amar, pero subraya que hay que aprender a dar tanto amor y aprender a tomarlo. Además, explica que la obtención de la riqueza material nunca es la verdadera felicidad. De hecho, la única manera de ser verdaderamente feliz es dando lo que tenemos - no sólo los bienes corporales, tales como dinero para la caridad -, sino también nuestras emociones, tiempo y esfuerzos. Estos activos intangibles no tienen precio, la encarnación de lo que considera una existencia significativa. 

### ELA
Enfermedad de Lou Gehrig, es la degeneración de los músculos en los brazos y las piernas. Como degeneran las neuronas, los músculos se debilitan y el paciente experimenta la distrofia muscular. Por lo general, la actividad cognitiva sigue siendo funcional. Los primeros síntomas de ELA son la debilidad muscular por lo general que conducen a temblores, calambres y rigidez. Posteriormente el paciente experimenta trastornos del habla y dificultad para tragar. Eventualmente la caja torácica se debilita, lo que afecta la respiración. Por último, la mayoría de los pacientes mueren de insuficiencia respiratoria o neumonía, no de ELA. Hoy en día, no hay curación definitiva para la ELA, aunque se sabe que está causado por una serie de factores internos y externos, entre ellos un virus, la exposición a ciertos metales, los defectos de ADN y enzimas y la disfunción del sistema inmunitario.

### La muerte, la lucha y la aceptación
Morrie lucha con su enfermedad, la ELA, mientras que anticipa su inminente muerte. Morrie pronto acepta acercarse a su muerte cuando él comparte una filosofía budista donde cada día hay que reconocer la posibilidad de que este es su último día en la tierra. En un sentido más literal, uno sólo puede saber vivir si saben cómo morir. 

### El amor, la familia, los amigos, y de la Comunidad
Morrie decía que el amor es la cosa más importante que hacemos. A medida que la sociedad tiene otras prioridades, la mayoría de nosotros en todo el bullicio, centrándose en los logros triviales y la riqueza material, haciendo caso omiso de los más precioso como los aspectos de la vida lo pasamos por alto. Esta no es manera de encontrar la verdadera felicidad. Las personas deben rechazar la cultura popular para construir sus propios valores, a fin de encontrar la felicidad. Su cultura giraba en torno a su amor por los amigos, la familia y la comunidad que le rodea. Aunque Morrie no sugiere que la otra parte acepte ciegamente su cultura, lo hace un ejemplo de cómo debería dar prioridad en la vida. Independientemente de la cultura de que todos nosotros elegimos a aceptar, no podemos sobrevivir sin amor.

### Medios / Cultura
La cultura moderna, a través de los medios de comunicación, los individuos nos inculcan opinión deformada de lo que es importante. Casi cada vez que Mitch venía a visitarlo, se da cuenta de que un sinnúmero de inquietantes noticias en todos los periódicos. Además, la nación entera se interesa en el juicio de O.J Simpson, es la obsesión por la vida trivial de las celebridades. A lo largo de su vida, Morrie es capaz de formar su propio conjunto de valores en lugar de ajustarse a los valores de la cultura popular. El orador implora a otros a hacer lo mismo. Irónicamente, Morrie es capaz de compartir con el mundo la profundidad emocional de los ideales que él vive su vida a través de la superficialidad de los medios de comunicación modernos. Sólo alguien como Morrie, con la divina capacidad de dar amor, comprensión, aceptación, y la felicidad, podría utilizar algo tan cruel como la red de televisión para ofrecer sus más tiernos pensamientos.

## Adaptación al cine
En 1999, del libro Martes con mi viejo profesor se hizo una película protagonizada por Hank Azaria como Mitch Albom y Jack Lemmon como Morrie. Dirigida por Mick Jackson, la película ganó cuatro premios Emmy, un Globo de Oro y un premio Screen Actors Guild, entre otros.